# Петрівська фортеця (Дніпровська лінія)
46°49′ пн. ш. 36°54′ сх. д. / 46.817° пн. ш. 36.900° сх. д.
Петрівська фортеця — одна з фортець Дніпровської лінії, що була розтошована на узбережжі Озівського моря біля гирла річки Берди. Будівництво було розпочато 1770 року під час Російсько-турецької війни 1768–1774 років і тривало до 1782 року. Гарнізон фортеці мав складатися з чотирьох батальйонів і п'ятисот козаків при підтримці 170 гармат, 30 мортир, 6 гаубиць, 100 мортирців.
Територія, на якій знаходилася фортеця, тепер є частиною села Новопетрівка Бердянського району Запорізької області.
Будівництвом керував інженер-полковник Рігельман. Планувалося завершити будівництво фортеці у 1771 році, однак воно завершилося лише 1782 року. Згідно з річною «Работной ведомостью» («Роботним кошторисом») в 1775 р. на будівництві Петровської фортеці працювало 831 чоловік повітових селян, 350 колодників і солдати Азовського та Білозірського піхотних полків . На 1776 р. були виконані майже всі земляні фортифікаційні споруди: рів, гласіс, бруствер, равелін. Збудовано землянки, капоніри, цейхгаузи, декілька казарм, лазарет, цегляний завод, комендантський дім, провіантський магазин, обер-офіцерський інженерний дім, майстерня, кузня та ін. На наступний рік планувалося закінчити будівництво церкви, яке розпочалося ще в 1773 р., збудувати купецькі лавки, службові покої для плац-майора, цейхгаузи для зберігання матеріалів та інструментів, квартал для лікаря з його служниками, дома для священиків і купецтва, порохові та провіантські магазини, батальйонний магазин для зберігання зброї та амуніції. Згідно з описом міст і повітів Азовської губернії в 1782 р. будівництво Олександрівської та Петровської фортеці було завершено.
У фортецях Дніпровської лінії, а в першу чергу в Олександрівській та Петрівський, вперше в Російській імперії було запроваджено використання капонірного або полігонального фронтів. Ця система будівництва дозволяла вести вогонь не лише перпендикулярно стінам, а й вздовж них.
Комендантом Петровської фортеці було призначено полковника де Роберті, а значно пізніше комендантом був А. Соколов.
Після приєднання в 1783 р. Кримського ханства до Російської імперії Дніпровська лінія втратила військово-стратегічне значення. Після цього фортеці Нової Дніпровської лінії були за наказом імператриці Катерини II переведені в статус міст і посадів. Навколо цих фортець із самого початку їхнього існування оселялися відставні солдати, однодворці, колодники.
Втративши своє воєнне значення, фортеця дуже скоро прийшла у занепад. На 1790 р. в Петровській фортеці залишався невеличкий гарнізон, який переважно складався із солдатів-інвалідів — 74 чоловіки, що були тут оселені. Усього гарнізон нараховував 161 чоловіка, тоді як за штатним розкладом повинен був налічувати понад 600
осіб. Працювала гарнізонна й артилерійська школи, які були збудовані ще в 1776 р., там навчалося 22 дитини віком від 7 до 14 років. Про умови життя свідчить той факт, що такими страшними хворобами, як ломотою (радикуліт) та ранами (фурункульоз) хворіли всі — як рядові, так і батальйонний командир.
Тут був дерев'яний причал, куди приходили кораблі і фортеця використовувалася як пункт переправки різноманітних товарів, переважно збіжжя.
Від фортеці на сьогодні залишилися лише земляні вали, розташовані у межах села Новопетрівки.